# Mitt liv
"Mitt liv" var Norges bidrag till Eurovision Song Contest 1987, och sjöngs på norska av Kate Gulbrandsen. Låten är komponerad av Rolf Løvland som också skrivit texten, tillsammans med Hanne Krogh.
Låten är en ballad där jag-personen känner behov att ta ansvar för sitt liv, fastän den tvekar. Den var första framförandet den kvällen, före Israels Datner & Kushnir med "Shir Habatlanim". Efter omröstningen hade den fått 65 poäng, och slutade på nionde plats av 22 bidrag. 

### Webbkällor
- Officiell Eurovision Song Contest-webbplats, historik efter år
- Detaljerad information & sångtext, Diggiloo Thrush